# Poliarteritis nodosa
La poliarteritis nodosa (PAN), o malaltia de Kussmaul-Maier, és un tipus de vasculitis –una malaltia vascular que es caracteritza per la inflamació dels vasos sanguinis– disseminada i que afecta artèries de mitjà calibre.

## Etiopatogènia i simptomatologia
La major part dels casos de PAN són idiopàtics. En la PAN, determinades cel·lules del sistema immunitari lesionen artèries que irriguen òrgans musculars. La característica principal d'aquesta rara vasculitis és la inflamació necrotitzant, que de manera peculiar és focal i segmentària a les regions afectades. La malaltia origina en les artèries microaneurismes i estenosis encadenades que les hi donen un aspecte semblant a un rosari. Segueix un curs agut, subagut o crònic recidivant amb possibles reaguditzacions episòdiques. Es manifesta d'una manera molt polimorfa: febre, dolor abdominal, nefropatia, hematoma perirenal, miositis, miopatia metabòlica, lesions pulmonars predominantment hemorràgiques i fibròtiques, rabdomiòlisi, artràlgies i artritis, periostitis femoral bilateral, apendicitis amb pielonefritis concomitant, colitis isquèmica, hipertensió arterial, síndrome de Wunderlich (hemorràgia renal espontània), sagnat gastrointestinal, hematúria, abdomen agut per necrosi d'una porció del budell prim, perforació cecal, necrosi peneana i escrotal, orquitis unilateral recurrent, necrosi testicular asincrònica bilateral, ruptura renal o hepàtica espontània, ruptura d'un pseudoaneurisma (massa de sang extraarterial retinguda dins d'un aneurisma senser) de ronyó i isquèmia intestinal, rabdomiòlisi i elevació de la proteïna C reactiva, poliartritis crònica infantil, miàlgia incapacitant, claudicació intermitent per malaltia vascular perifèrica, hemorràgia subaracnoidal, hemorràgia del tracte gastrointestinal superior greu, pericarditis, colecistitis, colangitis, neuropatia vasculítica necrotitzant aguda, mononeuritis múltiple, polineuritis sensomotora aguda, nefritis intersticial aguda, hematoma renal subcapsular bilateral, hematoma retroperitoneal espontani, insuficiència cardíaca, infart miocardíac, afectació ocular o del paladar dur, etc. Ocasionalment, aquesta malaltia es pot presentar associada a una síndrome de Goodpasture (un trastorn autoimmunitari), a una síndrome antifosfolipídica, a una esclerosi sistèmica, a una malaltia de Crohn, a una síndrome de Seckel (una malaltia genètica autosòmica recessiva), a una febre de Lassa, a una hepatitis C, B o a una hepatitis autoimmunitària. La síndrome d'encefalopatia posterior reversible és una complicació poc comuna de la PAN.
La poliarteritis nodosa té una variant benigna que només afecta la pell, en la qual apareixen nòduls subcutanis dolorosos associats a livedo reticular que poden complicar-se amb l'aparició d'úlceres a les extremitats inferiors i/o de gangrena isquèmica als dits. S'han descrit també altres patrons atípics de distribució d'aquestes lesions, com ara el seu desenvolupament a l'orofaringe. Rares vegades, es presenta en nens, apareix en el context d'una colitis ulcerosa o d'una malaltia de Still d'inici tardà, cursa amb hipertensió arterial pulmonar, deixa seqüeles cutànies importants, o forma part d'una síndrome paraneoplàstica en casos de leucèmia mieloide crònica. Per regla general, la PAN cutània evoluciona en forma de brots que responen be al tractament antiinflamatori. En alguns individus, l'estrès pot agreujar molt la simptomatologia d'aquest tipus de PAN.
En autòpsies es troba d'un a vuit casos de poliarteritis nodosa per 1.000 habitants. La seva incidència mundial és de 0,7 casos/100.000 persones, amb una prevalença de 6,3/100.000.

## Tractament
El tractament de la PAN depèn de la gravetat de la malaltia. Els malalts que tenen la funció renal normal i absència de lesions orgàniques significatives o la variant cutània aïllada acostumen a rebre corticoides, almenys inicialment. Quan existeixen manifestacions neurològiques, renals, gastrointestinals o cardíaques, la combinació de ciclofosfamida i corticoesteroides pot donar bons resultats. Alguns casos refractaris al tractament amb immunosupressors milloren amb l'ús d'Infliximab, rituximab, upadacitinib, baricitinib o tocilizumab. L'administració com a monoteràpia de tofacitinib per via oral ha demostrat ser útil per aconseguir la remissió progressiva de les úlceres i parestèsies que sorgeixen en la PAN cutània. L'apremilast (un inhibidor de la 4-fosfodiesterasa) és emprat per tractar la PAN associada a la síndrome SAPHO (sinovitis-acne-pustulosi-hiperostosi-osteïtis).